# Gare de Fère-en-Tardenois
Gare de Fère-en-Tardenois vasútállomás Franciaországban, Fère-en-Tardenois településen.

## Vasútvonalak
Az állomást az alábbi vasútvonalak érintik:
- Trilport-Bazoches-vasútvonal

## Kapcsolódó állomások
A vasútállomáshoz az alábbi állomások vannak a legközelebb: